# Buford (Geórgia)
Buford é uma cidade localizada no estado americano de Geórgia, no Condado de Gwinnett e Condado de Hall.

## Demografia
Segundo o censo americano de 2000, a sua população era de 10.668 habitantes.
Em 2006, foi estimada uma população de 11.160, um aumento de 492 (4.6%).

## Geografia
De acordo com o United States Census Bureau tem uma área de 38,2 km², dos quais 38,1 km² cobertos por terra e 0,1 km² cobertos por água.

## Localidades na vizinhança
O diagrama seguinte representa as localidades num raio de 20 km ao redor de Buford. 